# ادوارد میلر
ادوارد میلر (انگلیسی: Edward S. Miller; ۱۱ نوامبر ۱۹۲۳ – ۱ ژوئیهٔ ۲۰۱۳) پرسنل نظامی بود. وی بین سال‌های ۱۹۵۰ تا ۱۹۷۴ میلادی فعالیت می‌کرد.